# Тихий Хутір
Ти́хий Ху́тір  — село в Україні, в Жашківській міській громаді Уманського району Черкаської області. Розташоване за 8 км на північний захід від міста Жашків та за 2,5 км від автошляху М05. Населення становить 666 осіб.

## Історія
Час заснування села близько 1628 року. За переказами старожилів села відомо, що три брати Тихін, Юрко і Олександр десь у XVI столітті втекли від переслідування польських панів і поселилися у лісовій місцевості. Ці поселення стали основою сусідніх сіл Юрківка, Олександрівка і Тихий Хутір. Перші письмові згадки про село Тихий Хутір датуються друга половиною XIX століття.
Після селянської реформи 1861 року бідне селянство жило за рахунок праці на землях поміщиків, заможних селян та заробітків на цукровому заводі, який побудував поміщик Миковський неподалік села. Завод знаходився біля джерела, яке слугувало енергетичним протоком для роботи. За рахунок жаркого літа вода у джерелах висихала і через це виробництво цукру занепало і завод частково перевезли у Жашків.
Під час примусової колективізації, було засновано колгосп у 1929 році «Незаможник», перейменовано на «Заможне життя» у 1933 році. Першими організаторами колгоспного господарства були: Семенюк Яків, Семенюк Ничипір, Пискун Павло, Поліщук Павло. Першими трактористами були: Ф. Г. Семенчук, А. К. Медведчук та І. Ф Лановенко.
Село постраждало внаслідок геноциду українського народу, проведеного окупаційним урядом СССР 1932—1933 та 1946–1947 роках.
300 мешканців села брали участь у боях радянсько-німецької війни, 146 з них загинули, 186 нагороджені орденами й медалями. 1950 року в селі встановлено пам'ятник воїнам, які загинули під час війни, пізніше — обеліск «Слави». У січні 1944 року село відвоювали у нацистів.
У 1958 році село було радіофіковано, у 1961 році господарські об'єкти і більшість хат колгоспників підключено до державної електромережі. В 1963 році колгосп перейменовано в КСП імені Котовського, за яким було закріплено 2170,1 га сільськогосподарських угідь, в тому числі 2069,8 га орної землі. В господарстві вирощували зернові і технічні культури, було розвинуте м'ясо-молочне тваринництво. Працювали млин, пилорама, столярно-слюсарська майстерня. Також на той час працювали середня школа, будинок культури із залом на 400 місць, дві бібліотеки з фондом 11 тисяч книг, дитячі ясла на 150 місць, медпункт, пологовий будинок, три магазини.
29 червня 1963 року був виданий Указ Президії Верховної Ради УРСР "Про передачу Тихохутірської сільради Київської області до складу Черкаської області", відповідно до якого Тихохутірська сільрада Тетіївського району Київської області передана до складу Жашківського району Черкаської області.

## Населення

### Мова
Розподіл населення за рідною мовою за даними перепису 2001 року:
| Мова       | Кількість | Відсоток |
| ---------- | --------- | -------- |
| українська | 661       | 99.25%   |
| російська  | 4         | 0.60%    |
| румунська  | 1         | 0.15%    |
| Усього     | 666       | 100%     |

## Сучасність
Нині в селі діють сільська рада, відділення зв'язку, філія ощадного банку, магазин, фельдшерсько-акушерський пункт, будинок культури, бібліотека, школа, також в селі була лікарня на 25 місць. Лікарня заснована в 1960 р., працювало близько 25 осіб, знаходилася на місці теперішньої школи. До 29 червня 1963 року село належало до Ставищенського району Київської області.

## Галерея

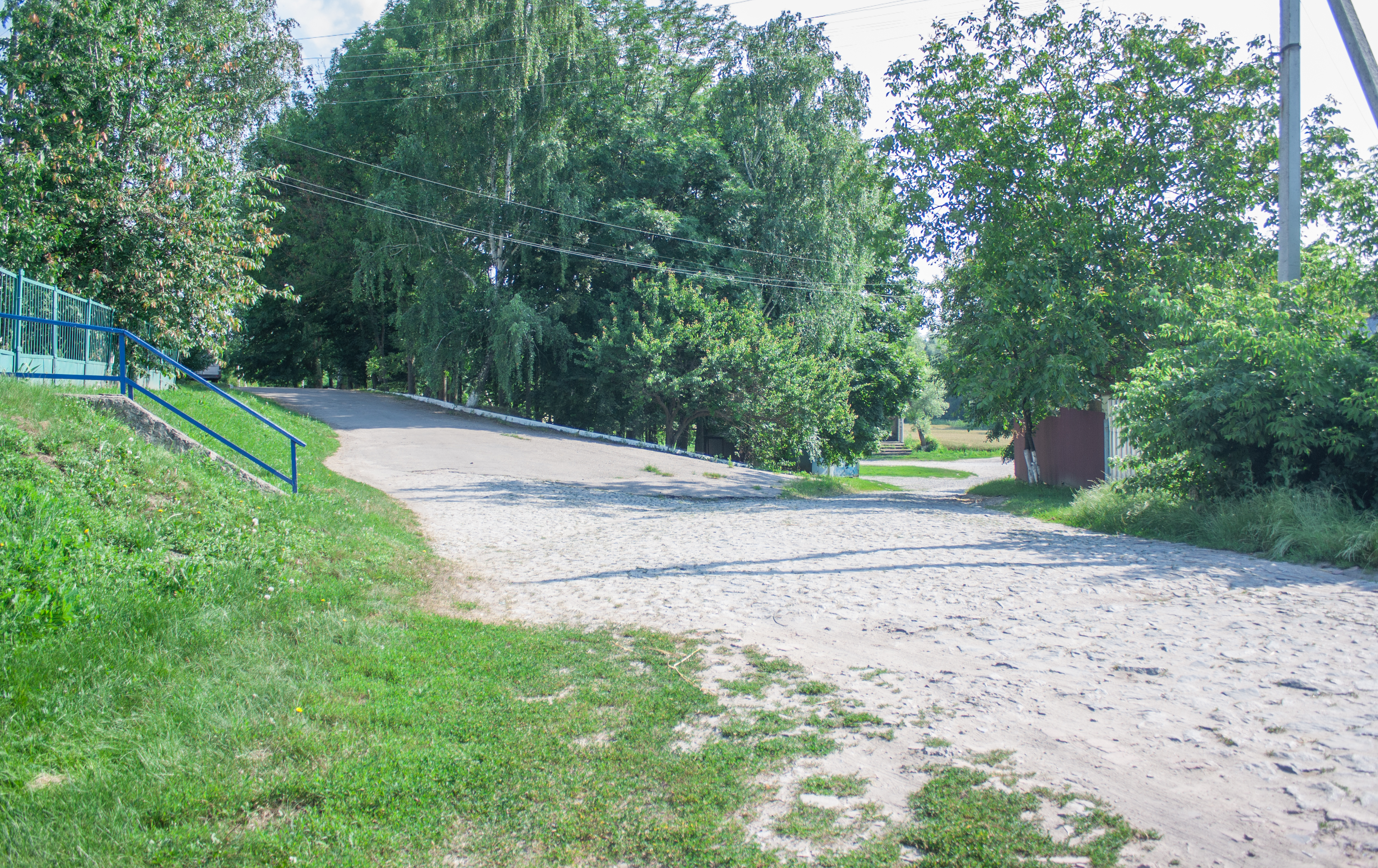
Центр села
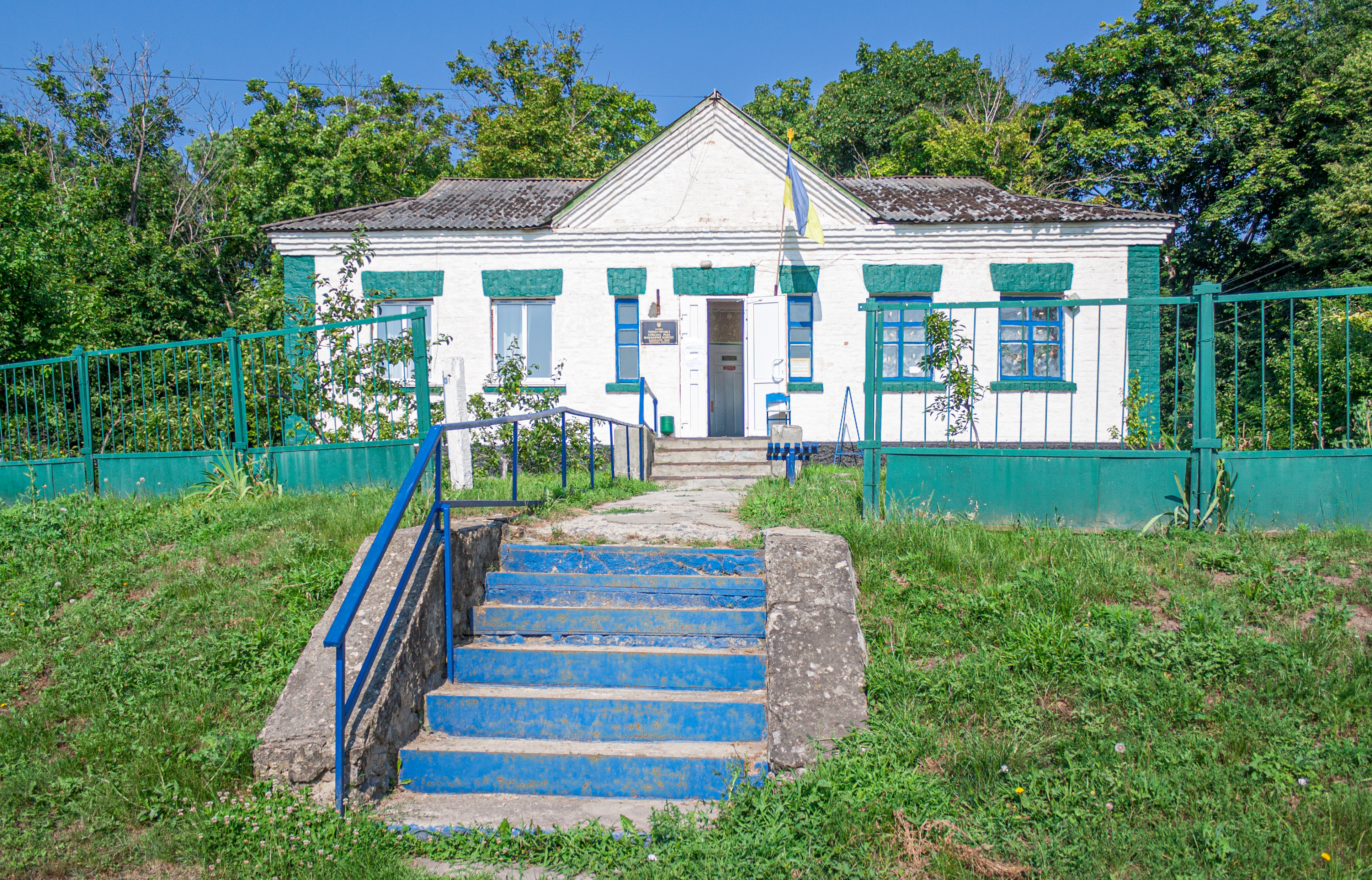
Сільрада
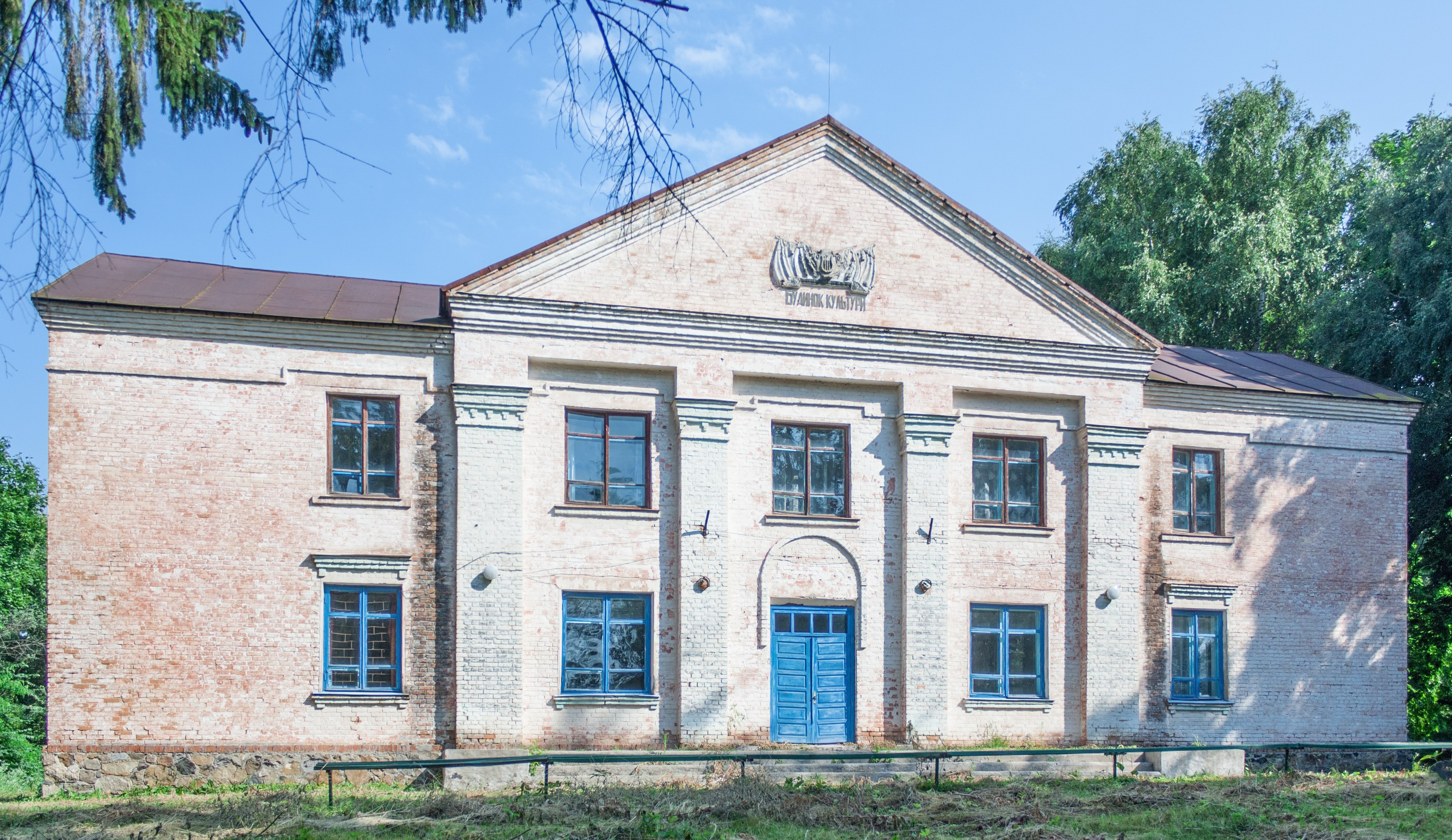
Будинок культури
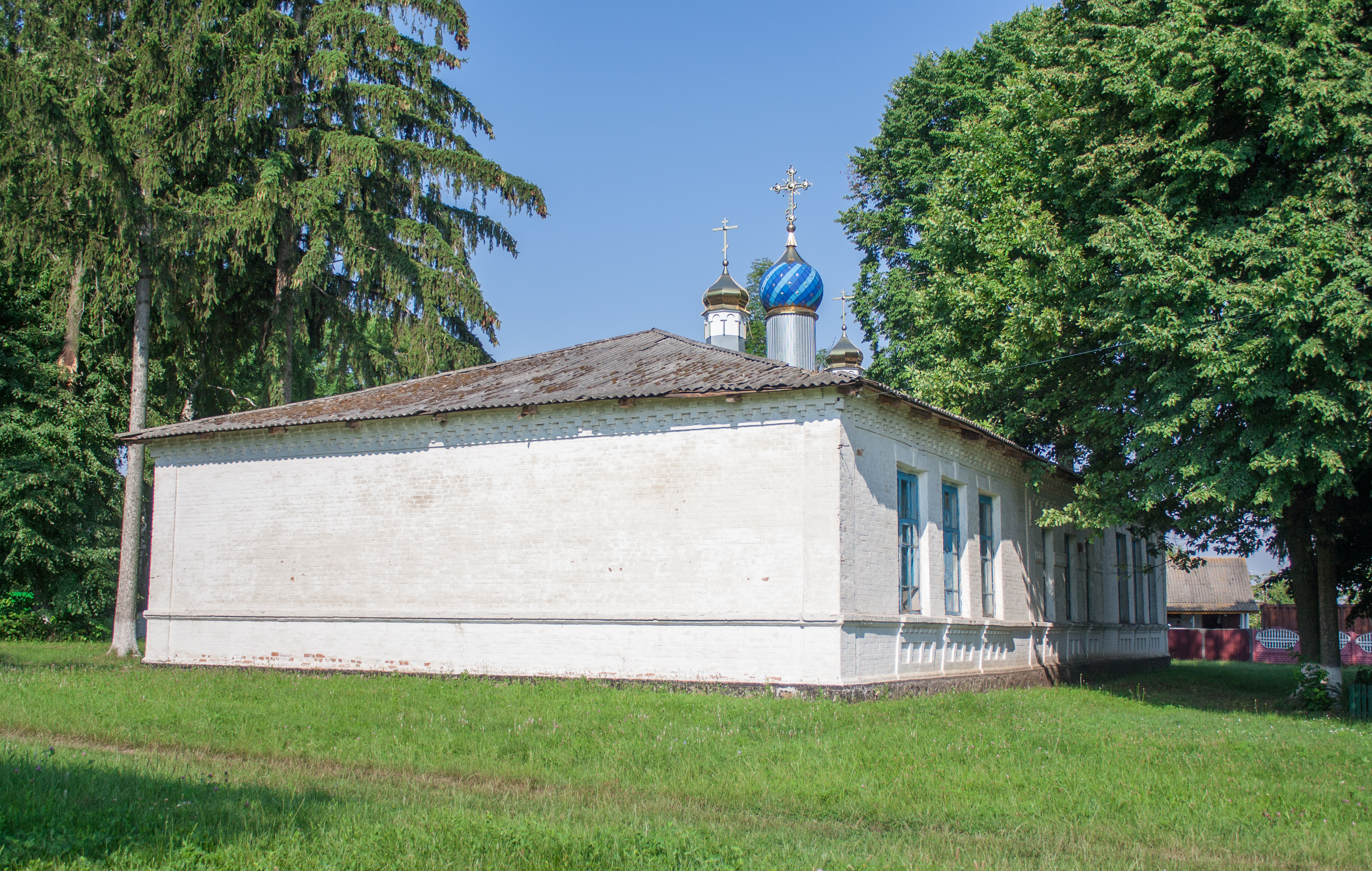
Церква
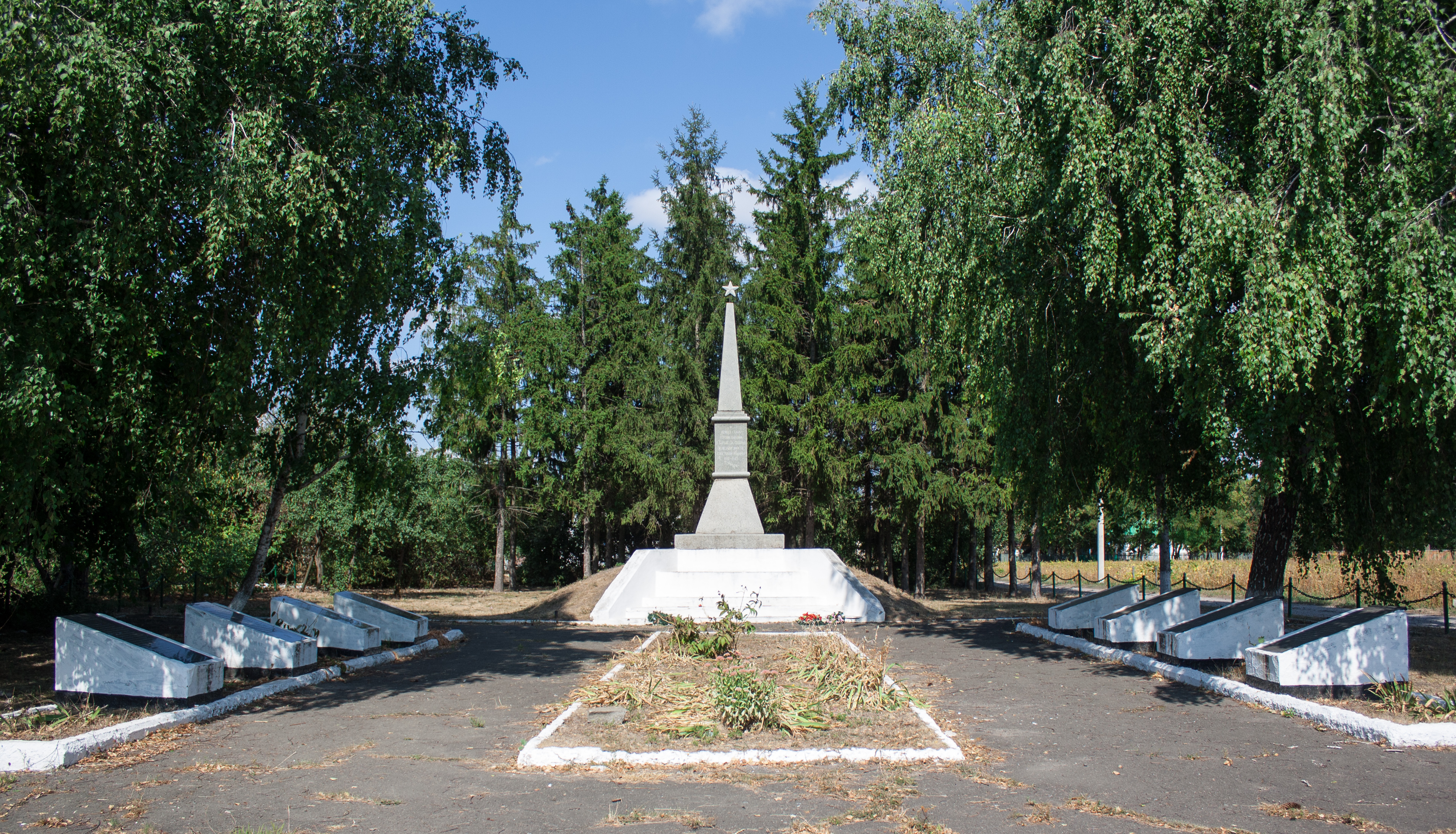
Пам'ятник воїнам-односельчанам
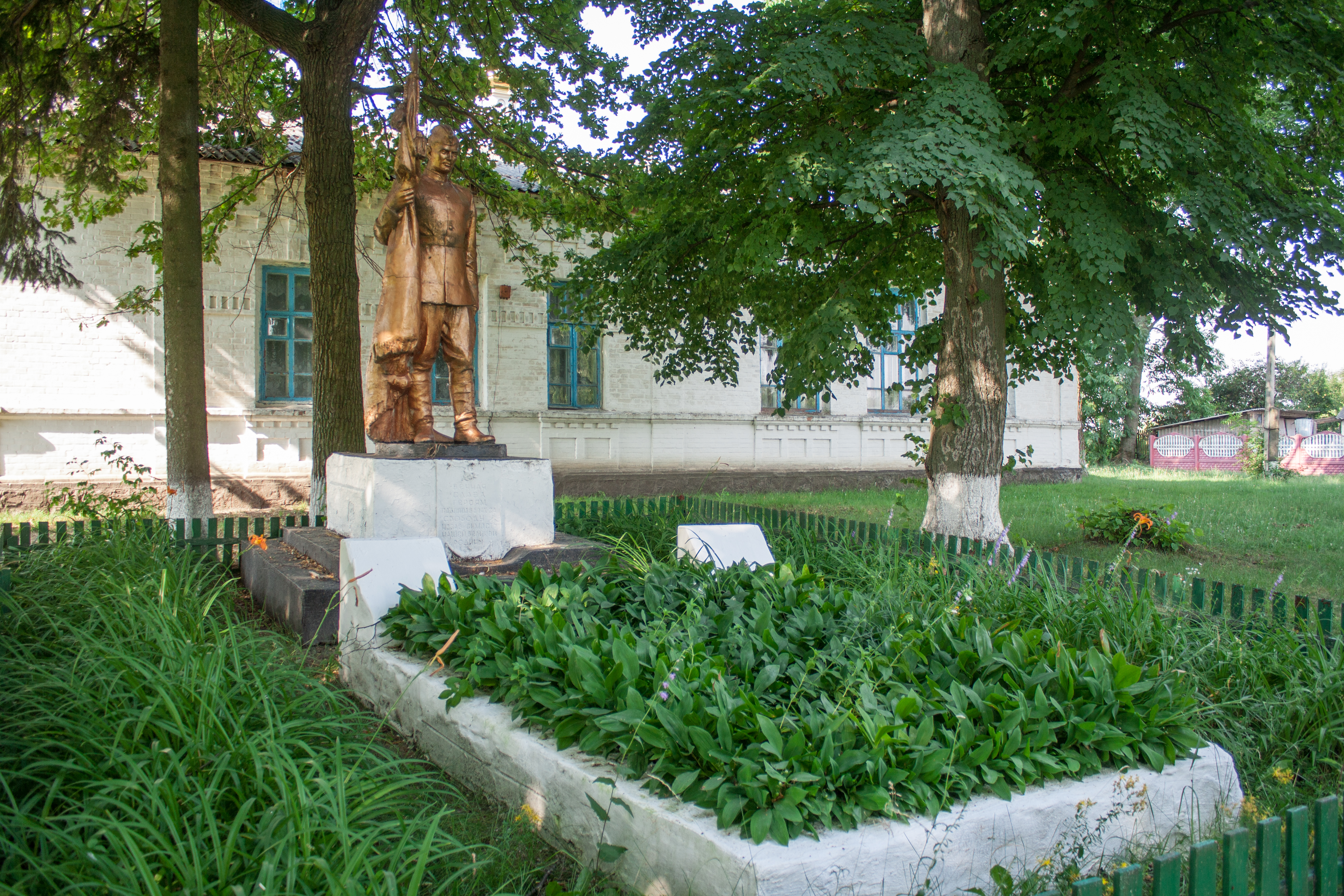
Братська могила радянських воїнів

### Ресурси Інтернету
- Інформація про село на who-is-who.com.ua[недоступне посилання з липня 2019]